# Eierpunsch
Eierpunsch ist ein warmes, gesüßtes alkoholisches Getränk auf Eibasis, das dem Eggnog ähnelt. Es ist in der Regel ein Wintergetränk und wird wie Glühwein zum Beispiel auf Weihnachtsmärkten in Deutschland und Österreich angeboten. 
Diese Variante des Punsches wird aus Eierlikör, Weißwein und Vanille hergestellt. Es gibt auch Rezepte, bei denen Orangensaft hinzugefügt wird. Serviert wird der Eierpunsch meist mit einer Haube aus Schlagsahne, die manchmal mit Zimt gewürzt wird.